# Gytha del Wessex
Gytha del Wessex (in inglese antico: Gȳð, in russo: Ги́та Уэ́ссекская; Sussex, 1053/1061 – Kiev/Palestina, 10 marzo 1098/1107) era figlia di Aroldo II d'Inghilterra, l'ultimo re anglosassone d'Inghilterra, e della sua consorte Ealdgyth Swan-neck.
Attraverso il matrimonio con Vladimir II di Kiev divenne Principessa di Smolensk.

## Biografia
Secondo lo storico del XIII secolo Saxo Grammaticus, dopo la morte del padre Aroldo II d'Inghilterra avvenuta nel 1066, Gytha e due dei suoi fratelli (probabilmente Magnus ed Edmondo) fuggirono alla corte del loro primo cugino una volta rimosso, il re Sweyn II di Danimarca. I due fratelli furono trattati con ospitalità, Magnus poté ricoprire incarichi prestigiosi sotto Boleslao II di Polonia, mentre la loro sorella sposò  Vladimir II di Kiev. Ciò avvenne nel 1069/1070 quando Boleslao riportò al potere Izjaslav I di Kiev e Gertruda (zia di Boleslao) dopo che erano stati deposti.
Il ruolo di Gytha nel governo di Vladimir II non è documentato. Vladimir spiegò in un libro di "Istruzioni" (Pouchenie) per i suoi figli, scritto nel XII secolo: "Ama le tue mogli, ma non concedi loro alcun potere su di te". Inoltre menziona la morte. Gytha fu madre di Mstislav I di Kiev, l'ultimo sovrano della Rus' di Kiev. Nelle saghe norrene, Mstislav è chiamato Harald, dal nome di suo nonno (Aroldo II). Durante la sua vita Gytha, come sposa di Vladimir II, fu la Principessa di Smolensk, tuttavia morì prima che suo marito diventasse Gran Principe di Kiev nel 1113, quindi non fu mai Gran Principessa di Kiev.

## Ascendenza
|                           |                         |                         | Genitori                    |  |  | Nonni |  |  | Bisnonni      |  |  | Trisnonni |  |
|                           |                         |                         |                             |  |  |       |  |  | Wulfnoth Cild |  |  | …         |  |
|                           |                         |                         |                             |  |  |       |  |  | Wulfnoth Cild |  |  | …         |  |
|                           |                         | …                       |                             |  |  |       |  |  | Wulfnoth Cild |  |  |           |  |
| Godwin del Wessex         |                         |                         |                             |  |  |       |  |  | Wulfnoth Cild |  |  |           |  |
|                           |                         | …                       | …                           |  |  |       |  |  |               |  |  |           |  |
|                           |                         | …                       | …                           |  |  |       |  |  |               |  |  |           |  |
|                           |                         | …                       | …                           |  |  |       |  |  |               |  |  |           |  |
| Aroldo II d'Inghilterra   |                         | …                       |                             |  |  |       |  |  |               |  |  |           |  |
|                           |                         | Thorgils Sprakalägg     | Styrbjörn Starke            |  |  |       |  |  |               |  |  |           |  |
|                           |                         | Thorgils Sprakalägg     | Styrbjörn Starke            |  |  |       |  |  |               |  |  |           |  |
|                           |                         | Thorgils Sprakalägg     | Tyri di Danimarca (Fatata?) |  |  |       |  |  |               |  |  |           |  |
| Gytha Thorkelsdaettir     |                         | Thorgils Sprakalägg     |                             |  |  |       |  |  |               |  |  |           |  |
|                           |                         | Sigrid del Halland      | …                           |  |  |       |  |  |               |  |  |           |  |
|                           |                         | Sigrid del Halland      | …                           |  |  |       |  |  |               |  |  |           |  |
|                           |                         | Sigrid del Halland      | …                           |  |  |       |  |  |               |  |  |           |  |
| Gytha del Wessex          |                         | Sigrid del Halland      |                             |  |  |       |  |  |               |  |  |           |  |
|                           | Edgardo I d'Inghilterra | Edmondo I d'Inghilterra |                             |  |  |       |  |  |               |  |  |           |  |
|                           | Edgardo I d'Inghilterra | Edmondo I d'Inghilterra |                             |  |  |       |  |  |               |  |  |           |  |
|                           | Edgardo I d'Inghilterra | Edgiva di Kent          |                             |  |  |       |  |  |               |  |  |           |  |
| Etelredo II d'Inghilterra | Edgardo I d'Inghilterra |                         |                             |  |  |       |  |  |               |  |  |           |  |
|                           |                         | Elfrida d'Inghilterra   | Ordgar del Devon            |  |  |       |  |  |               |  |  |           |  |
|                           |                         | Elfrida d'Inghilterra   | Ordgar del Devon            |  |  |       |  |  |               |  |  |           |  |
|                           |                         | Elfrida d'Inghilterra   | …                           |  |  |       |  |  |               |  |  |           |  |
| Ealdgyth Swan-neck        |                         | Elfrida d'Inghilterra   |                             |  |  |       |  |  |               |  |  |           |  |
|                           |                         | Thored                  | nobile di York              |  |  |       |  |  |               |  |  |           |  |
|                           |                         | Thored                  | nobile di York              |  |  |       |  |  |               |  |  |           |  |
|                           |                         | Thored                  | …                           |  |  |       |  |  |               |  |  |           |  |
| Ælfgifu di York           |                         | Thored                  |                             |  |  |       |  |  |               |  |  |           |  |
|                           |                         | …                       | …                           |  |  |       |  |  |               |  |  |           |  |
|                           |                         | …                       | …                           |  |  |       |  |  |               |  |  |           |  |
|                           |                         | …                       | …                           |  |  |       |  |  |               |  |  |           |  |
|                           |                         | …                       |                             |  |  |       |  |  |               |  |  |           |  |

## Discendenza
Gytha si era sposata con Vladimir II, ed insieme ebbero cinque figli:
- Mstislav I di Kiev;
- Izjaslav Vladimirovič, principe di Kursk (1077 circa -6 settembre 1096);
- Svjatoslav I Vladimirovič di Kiev, principe di Smolensk e Perejaslav (1080 circa -16 marzo 1114);
- Jaropolk II di Kiev;
- Viacheslav I di Kiev;

ed una figlia:
- Maria (XI secolo - 20 gennaio 1146)

## Data di morte
Vi sono molti dubbi su quando avvenne la morte di Gytha, collocata tra il 1098 e il 1107. Il patericon del chiostro di San Pantaleone a Colonia dice che Gytha morì come suora il 10 marzo. Si presume che l'anno sia il 1098. Secondo il Testamento di Vladimir II di Kiev, la madre di Jurij Dolgorukij di Kiev morì il 7 maggio 1107. Se Gytha fosse morta nel 1098, Jurij avrebbe potuto essere figlio della seconda moglie di suo padre, Eufemia (che Vladimir avrebbe sposato intorno al 1099). Tuttavia, significa che non ci sono menzioni nelle opere di Vladimir della morte di Gytha, nonostante fosse la sua prima moglie. La nascita di Jurij Dolgorukij di Kiev cade quindi nel 1099/1100 circa. Tuttavia, il primo matrimonio registrato di Jurij fu il 12 gennaio 1108. Significa che Jurij nacque prima del 1099/1100 (poiché non poteva avere 6-9 anni al momento del matrimonio). Quindi significa che Gytha avrebbe potuto essere la madre di Jurij e morire nel 1107.
Secondo il politico e storico russo Vladimir Medinskij, Gytha ebbe un'influenza significativa sulle pubbliche relazioni di Vladimir II: "La moglie inglese di Knjaz non è stata sprecata". Come fonte, Medinskij cita l'analisi comparativa di M. P. Akekseev tra gli scritti di Vladimir II di Kiev e quelli di Alfredo il Grande, e altri testi anglosassoni anonimi allora contemporanei.